# 서명관
서명관(徐名官, 2002년 11월 23일 ~ )은 대한민국의 축구 선수로 포지션은 센터백이며 현재 K리그1 울산 HD 소속이다.